# Hendrik Roes

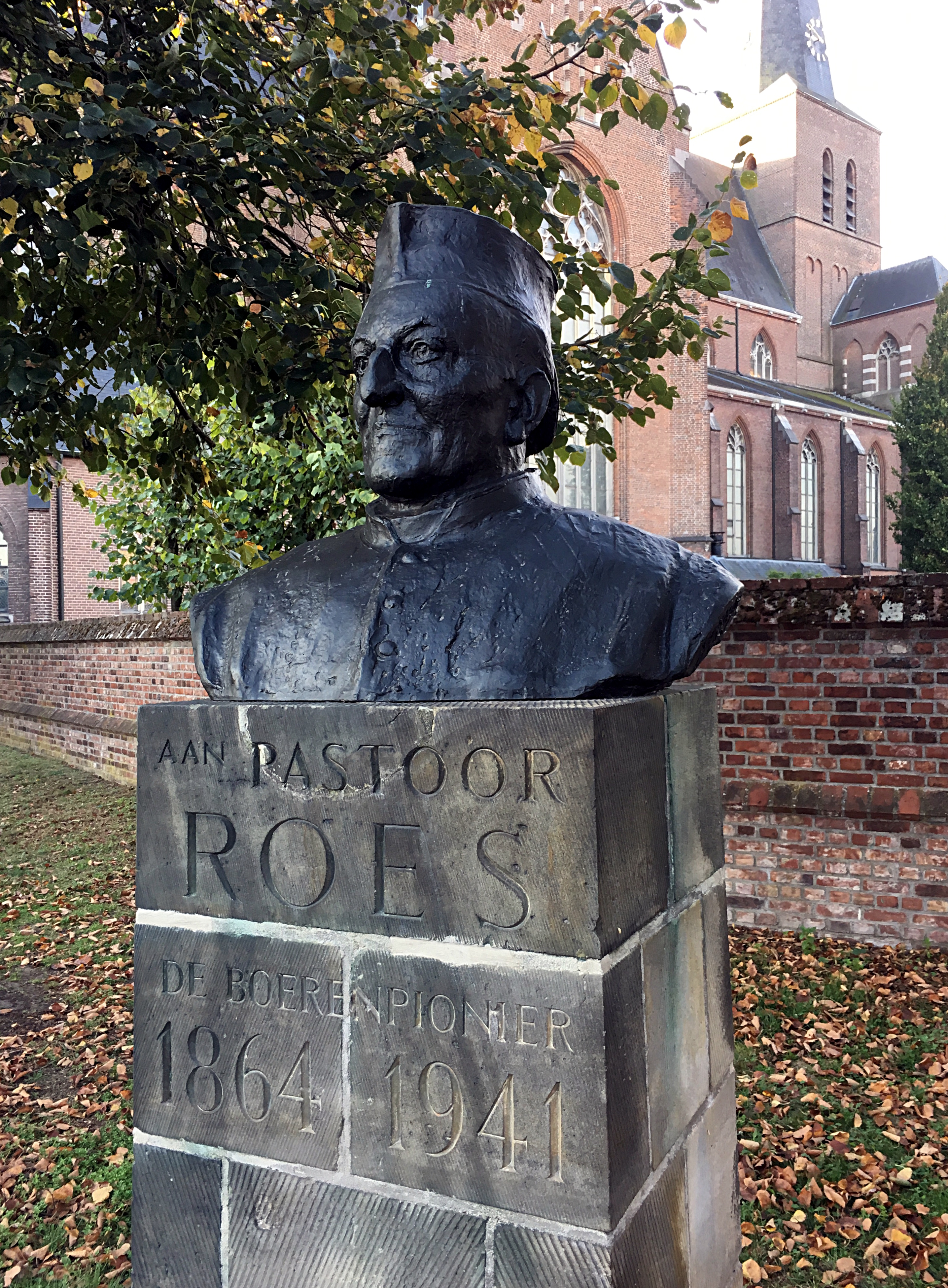
Buste van Hendrik Roes door Albert Termote (Pastoor Roespark, Deurne)

Henricus Wilhelmus (Hendrik) Roes (Winssen, 12 februari 1864 - Deurne, 4 oktober 1941) was een Nederlandse rooms-katholieke pastoor. Tevens werd hij bekend als emancipator van de boerenstand in Peelland, net als zijn collega Gerlacus van den Elsen. Via zijn blad Rust Roest brak hij een lans voor het gebruik van kunstmest. Roes was een zoon van notaris Bernardus Antonius Roes (1822-1904) en Joanna Maria van Koolwijk (1827-1876).
Hij begon zijn geestelijke carrière als kapelaan in Alphen aan de Maas en vervulde deze functie daarna te Deurne. Daar werd hij adviseur van de Boerenbond. Roes was tussen 1909 en 1919 pastoor in het Brabantse Kessel. Daarna werd Roes pastoor te Deurne, waar hij eerder al kapelaan was. Hij richtte er een huishoudschool op en ging door met zijn activiteiten ter emancipatie van de boerenstand. Hij stond op gespannen voet met de eigenzinnige katholiek Hendrik Wiegersma.
Roes schreef diverse boeken over landbouwkundige zaken:
- Landbouwboek, derde deel (1914)
- Bemesting, veldvruchten-, groente- en ooftteelt (1922)
- Bemesting op zandgrond

## Zijn dood en begrafenis
Hendrik Roes overleed op 77-jarige leeftijd en werd begraven in een grafkelder op het kerkhof van zijn Sint-Willibrorduskerk. Hij werd er op een baar neergelegd. Bij de opening van het graf ter ruiming, in de negentiger jaren van de twintigste eeuw, werd zijn stoffelijk overschot ogenschijnlijk nog intact aangetroffen. Bij de eerste aanraking verging het lichaam echter tot stof. Het kostuum was daarentegen nog praktisch bruikbaar. Na ruiming werd de grafkelder verwijderd, doch de steen die de tombe afdekte, ligt nog op het kerkhof.
Roes werd als pastoor in Deurne opgevolgd door A.J.M. Witlox.